# Paulus Johannes Elout van Soeterwoude

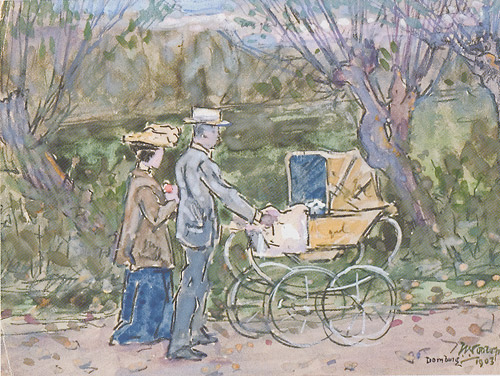
Mies Drabbe en Paul Elout achter de kinderwagen, door Jan Toorop, 1903

Paulus Johannes Elout "Paul" van Soeterwoude (Zuilen, 14 januari 1873 – Ellecom, 21 mei 1956) was bestuurder van de gemeente Domburg en speelde een belangrijke rol in ontwikkeling van Domburg als badplaats.

## Familie
Elout was lid van de familie Elout en een zoon van Cornelis Hendrik Elout (1837-1897), burgemeester van Domburg, en Marie Madelaine Rose (1841-1922), lid van het geslacht Rose. Hij trouwde in 1902 met de kunstenares Mies Drabbe (1875-1956); uit dit huwelijk werden twee kinderen geboren.

## Leven en werk
Elout was vijftig jaar lang directeur van de Domburgsche Zeebadinrichting, eigenaar van het Badpaviljoen, en had als zodanig grote invloed op de specifieke ontwikkeling van de badplaats. Als redacteur van het in de zomermaanden verschijnende Domburgsch Badnieuws hield hij controle over de nieuwsvoorziening en public relations.
Elout was voor de Tweede Wereldoorlog lange tijd gemeenteraadslid en wethouder van de gemeente Domburg. Na het ontslag in 1941 van burgemeester F.L.S.F. baron van Tuyll van Serooskerken nam hij als loco-burgemeester diens functie waar.
Hij werd benoemd tot ridder in de Orde van Oranje Nassau.
1. ↑  Gevonden op Delpher - Algemeen Handelsblad. www.delpher.nl. Geraadpleegd op 5 mei 2019.